# 鑲邊尖粉蝶
鑲邊尖粉蝶（学名：Appias olferna），在台灣也稱八重山粉蝶，本種蝴蝶在琉球列島的八重山地區屬於迷蝶，原名不具代表性，而此種類是來自熱帶地區，蝴蝶前翅外緣佈有黑邊；個體與季節變化有明顯差異，翅腹面在高溫期（雨季）的時候呈現白色，上面會有明顯的黑褐色線紋；而在低溫期（乾季）的時候則大部分呈現淺褐色，並且黑褐色線紋會減退。雄蝶與雌蝶在低溫期（乾季）外緣黑褐色線紋有差異。

## 特徵
蝴蝶雄雌蝶斑紋差異明顯。軀體背面黑褐色，覆有白色毛與鱗片；腹面為白色的。 本種翅膀背部白色為底，前翅有黑褐色線紋沿著翅頂至翅脈外緣，後翅外側也有黑褐色斑紋，腹面的顏色較翅面的淺，但後翅線紋較背面多。

## 生態習性
一年多代，成蝶常在荒地棲息，有訪花偏好，行動敏捷、飛行快速。

## 棲地分佈
本種分布於菲律賓、中南半島、馬來半島、印尼西部。台灣地區本來不產，1933年始有紀錄，被視為偶產種迷蝶，其後並未再有發現，直到2002年於高雄市小港區再度採集紀錄，之後族群迅速擴大。
目前於台灣中南部平地及低山丘陵地、疏灌草地與都市荒地等環境可發現，且數量頗多。

## 攝食食物
幼蟲以白花菜科（Capparaceae）的平伏莖白花菜（Cleome rutidosperma）為主要寄主

## 外部連結
- 维基共享资源上的相關多媒體資源：鑲邊尖粉蝶